# Петер Сандванг
Петер Сандванг (Peter Sandvang; 24 червня 1968, Гіллеред) — данський тріатлоніст. Чемпіон світу і Європи на довгій дистанції

## Досягнення
- Чемпіон світу на довгій дистанції (3): 1999, 2000, 2001
- Чемпіон Європи на довгій дистанції (1): 1997
- Переможець двох турнірів «Ironman»: в Окленді (1998) і на Канарських островах (2002).

## Статистика
Змагання на олімпійській і середній дистанціях:
| Дата           | Місце | Назва турніру       | Місто      | Час      | Примітки |
| -------------- | ----- | ------------------- | ---------- | -------- | -------- |
| 22 серпня 1993 | 30    | Чемпіонат світу     | Манчестер  | 01:57:02 |          |
| 1995           | 27    | Чемпіонат Європи    | Стокгольм  | 01:50:58 |          |
| 1998           | 2     | St. Croix Triathlon | Санта-Крус |          |          |
| 1999           | 2     | St. Croix Triathlon | Санта-Крус |          |          |
| 2000           | 3     | St. Croix Triathlon | Санта-Крус |          |          |
| 2001           | 2     | St. Croix Triathlon | Санта-Крус |          |          |
| 5 травня 2002  | 3     | St. Croix Triathlon | Санта-Крус |          |          |

Змагання на довгих дистанціях:
| Дата            | Місце | Назва турніру       | Місто      | Час      | Примітки        |
| --------------- | ----- | ------------------- | ---------- | -------- | --------------- |
| 7 жовтня 1995   | DNF   | Ironman Hawaii      | Гаваї      | –        | чемпіонат світу |
| 1996            | 6     | Чемпіонат світу     | Мансі      | 03:50:34 |                 |
| 8 червня 1997   | 4     | Чемпіонат світу     | Ніцца      | 05:43:08 |                 |
| 2 серпня 1997   | 1     | Чемпіонат Європи    | Фредерісія |          |                 |
| 1998            | 1     | Ironman New Zealand | Окленд     | 08:46:01 |                 |
| 5 вересня 1998  | 3     | Чемпіонат світу     | Садо       | 05:52:33 |                 |
| 1 жовтня 1998   | 12    | Ironman Hawaii      | Гаваї      | 08:56:41 |                 |
| 11 липня 1999   | 1     | Чемпіонат світу     | Сетер      | 05:44:04 |                 |
| 23 жовтня 1999  | 10    | Ironman Hawaii      | Гаваї      | 08:39:20 |                 |
| 18 червня 2000  | 1     | Чемпіонат світу     | Ніцца      | 06:22:00 |                 |
| 5 серпня 2001   | 1     | Чемпіонат світу     | Фредерісія | 08:24:17 |                 |
| 6 жовтня 2001   | DNF   | Ironman Hawaii      | Гаваї      | –        |                 |
| 2001            | 2     | Ironman New Zealand | Таупо      | 08:25:49 |                 |
| 25 травня 2002  | 1     | Ironman Lanzarote   | Лансароте  | 08:48:44 |                 |
| 22 вересня 2002 | 9     | Чемпіонат світу     | Ніцца      | 06:29:58 |                 |
| 19 жовтня 2002  | DNF   | Ironman Hawaii      | Гаваї      | –        |                 |